# Вилем де Ситер
Вилем де Сѝтер (на нидерландски: Willem de Sitter) е нидерландски астроном, космолог и математик. Той разработва теоретичен модел на Вселената, базиран на общата теория на относителността на Алберт Айнщайн.

## Биография
Роден е на 6 май 1872 година в Снек, Нидерландия. Учи математика в Грьонингенския университет, а след това работи в астрономическата лаборатория в Гронинген. Известно време работи в обсерваторията в Кейптаун, Южна Африка (1897 – 1899), а от 1908 преподава астрономия в Университета в Лайден. От 1919 г. до смъртта си е директор на Лайденската обсерватория.
Де Ситер има значителни приноси в областта на физическата космология. Моделът на Вселената на Де Ситер се отклонява в някои отношения от възгледите на Айнщайн. Първоначално Айнщайн смята, че Вселената е статична и с постоянен размер, а според Де Ситер от теорията на относителността следва, че Вселената постоянно се разширява. Този възглед, подкрепен и от наблюденията на Едуин Хъбъл на отдалечени галактики, по-късно е възприет и от Айнщайн. През 1932 г. Де Ситер и Айнщайн публикуват нов модел, в рамките на който се отказват от космологичната константа, позволявайки на Вселената да се разширява. По-нататък този модел става за космологичното общество основен „работен кон“.
Де Ситер е известен също и с изследванията си върху планетата Юпитер.
Умира след кратко боледуване на 20 ноември 1934 година в Лайден на 62-годишна възраст.

## Признание и отличия
- През 1912 г. Де Ситер става член на Академията на науките и изкуствата на Кралство Холандия.
- Кратер на Луната е кръстен на негово име.
- Астероид 1686 Де Ситер е наименуван в негова чест.